# 17928 Neuwirth
17928 Neuwirth è un asteroide della fascia principale. Scoperto nel 1999, presenta un'orbita caratterizzata da un semiasse maggiore pari a 2,4438978 UA e da un'eccentricità di 0,1587517, inclinata di 6,99099° rispetto all'eclittica.